# Brühl

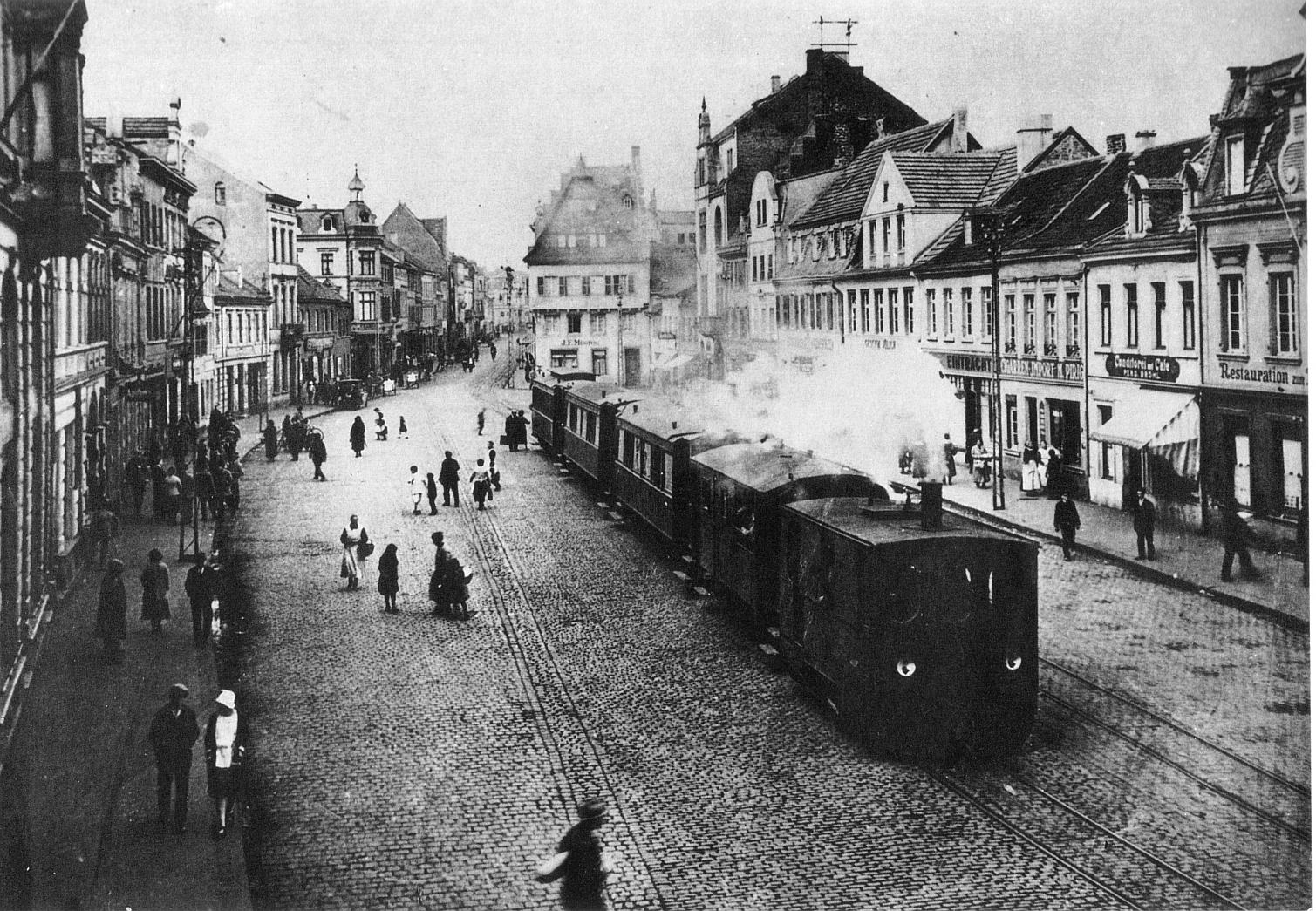
Brühl em 1900.

Brühl é uma cidade da Alemanha, localizada no distrito do Reno-Erft, estado da Renânia do Norte-Vestfália. Fica 20 km a Sul de Colónia. Fica localizada na margem da reserva natural "Naturpark Kottenforst-Ville".